# Nicoletta Cellinese
Nicoletta Cellinese (Italia, 2 de junio de 1974) es una botánica, exploradora, curadora, taxónoma, profesora, y biogeógrafa estadounidense de origen italiana.
En 1999, realizó la defensa de su tesis doctoral, por la Universidad de Reading: Systematics of Melastomaceae.
Realiza actividades académicas y científicas en el laboratorio de botánica, del Museo de Historia Natural de Florida. Se especializa en sistemática y filogenia de las subfamilias Sonerileae y Bertolonieae.

## Algunas publicaciones
- r. Guralnick, t. Conlin, j. Deck, b.j. Stucky, nicoletta Cellinese. 2014. The Trouble with Triplets in Biodiversity Informatics: A Data-Driven Case against Current Identifier Practices. PLoS ONE 9 (12): e114069. doi:10.1371/journal.pone.0114069 resumen
- bicoletta Cellinese. 2015. Campanulaceae. En Phylonyms: a Companion to the PhyloCode (K. de Queiroz, P.D. Cantino & J. Gauthier, eds), pp. xx-yy. University of California Press, Berkeley.
- 2015. Campanuloideae. In Phylonyms: a Companion to the PhyloCode (K. de Queiroz, P.D. Cantino & J. Gauthier, eds), pp. xx-yy. University of California Press, Berkeley.
- 2015. Lobelioidae. In Phylonyms: a Companion to the PhyloCode (K. de Queiroz, P.D. Cantino & J. Gauthier, eds), pp. xx-yy. University of California Press, Berkeley.
- 2015. Taxonomy and Classification. Oxford Bibliographies in Evolutionary Biology. Ed. Jonathan Losos. New York: Oxford University Press.
- r.p. Guralnick, nicoletta Cellinese, j. Deck, r.l. Pyle, j. Kunze, l. Penev, r. Walls, g. Hagedorn, et al. 2015. Community Next steps for Making Globally Unique Identifiers Work for Biocollections Data. Zookeys 494: 133-154.
- b.j. Stucky, j. Deck, t. Conlin, l. Ziemba, nicoletta Cellinese, r. Guralnick. 2014. The BISciCol Triplifier: bringing biodiversity data to the Semantic Web. BMC Bioinformatics. BMC Bioinformatics 15: 257.
- a.a. Crowl, e. Mavrodiev, g. Mansion, r. Haberle, a. Pistarino, g. Kamari, d. Phitos, t. Borsch, nicoletta Cellinese. 2014. Phylogeny of Campanuloideae (Campanulaceae) with emphasis on the utility of pentatricopeptide repeat (PPR) genes. PLoS One 9: e94199.
- f. Fenaroli, a. Pistarino, l. Peruzzi, nicoletta Cellinese. 2013. Campanula martinii (Campanulaceae), a new species from northern Italy. Phytotaxa 111(1): 27-38.
- g. Mansion, g. Parolly, a. Crowl, e. Mavrodiev, nicoletta Cellinese, m. Oganesian, k. Fraunhofer, k. Kamari, et al. 2012. How to Handle Speciose Clades? Mass Taxon-Sampling as a Strategy towards Illuminating the Natural History of Campanula (Campanuloideae). PLoS One 7(11): e50076.
- c.d. Bell, e.v. Mavrodiev, p.s. Soltis, a.k. Calaminus, d.c. Albach, nicoletta Cellinese, n. Garcia-Jacas, d.e. Soltis. 2012. Rapid diversification of Tragopogon and ecological associates in Eurasia. Journal of Evolutionary Biology 25: 2470-2480.
- r.s. Beaman, nicoletta Cellinesse. 2012. Mass digitization of scientific collections: new opportunities to transform the use of biological specimens and underwrite biodiversity science. In: No Specimen Left Behind: Mass Digitization of Natural History Collections, d. Blagoderov, v. Smith (eds.) ZooKeys 209: 7-17, special issue.
- nicoletta Cellinese, d.a. Baum, b.d. Mishler. 2012. Species and Phylogenetic Nomenclature. Systematic Biology 61: 885-891.
- e.v. Mavrodiev, a.p. Laktionov, nicoletta Cellinese. 2012. A maximum likelihood approach to generate hypotheses on the evolution and historical biogeography in the Lower Volga Valley regions (Southwest Russia). Ecology & Evolution 2 (7): 1765 - 1779 [doi:10.1002/ece3.282].
- r.s. Beaman, g. Traub, c. Dell, n. Santiago, j. Koh, nicoletta Cellinese. 2012. TOLKIN - Tree of Life Knowledge and Information Network: Filling a Gap for Collaborative Research in Biological Systematics. PLoS One 7 (6): doi:10.1371/journal.pone.0039352
- c.s. Parr, r. Guralnick, nicoletta Cellinese, r.d.m. Page. 2012. Evolutionary informatics: unifying knowledge about the diversity of life. Trends in Ecology & Evolution 27: 94-103.
- g. Godden, i. Jordon-Thaden, s. Chamala, a. Crowl, et al. 2012. Making next-generation sequencing work for you: approaches and practical consideration for marker development and phylogenetics. Plant Ecology & Diversity 5: 427-450.
- d.e. Soltis, s.a. Smith, nicoletta Cellinese, k.j. Wurdack, d.c. Tank, s.f. Brockington, n.f. Refulio-Rodriguez, j.b. Walker, m.j. Moore, b.s. Carlsward, c.d. Bell, et al. 2011. Angiosperm phylogeny: 17 genes, 640 taxa. American J. of Botany 98:704-730.
- a. Stoltzfus, k. Cranston, s. Lapp, e. McKay, e. Pontelli, r. Vos, nicoletta Cellinese. 2011. EvoIO: Community-driven standards for sustainable interoperability. Nature Proceedings: hdl:10101/npre.2010.4588.1
- k. Wangwasit, nicoletta Cellinese, m. Norsaengsri. 2010. Phyllagathis nanakorniana (Melastomataceae), a new species from Thailand. Blumea - Biodiversity, Evolution & Biogeography of Plants 55:246-248.
- nicoletta Cellinese, s.a. Smith, e.j. Edwards, s.-t. Kim, r.c. Haberle, m. Avramakis, m.j. Donoghue. 2009. Historical Biogeography of the endemic Campanulaceae of Crete. Journal of Biogeography 36:1253-1269 resumen.
- a. De Natale, nicoletta Cellinese. 2009. Imperato, Cirillo, and a series of unfortunate events: a novel approach to assess the unknown provenance of historical herbarium specimens'. Taxon 58: 963 - 970.
- r.c. Haberle, a. Dang, t. Lee, c. Penaflor, h. Cortes-Burn, A. Oestreich, l. Raubenson, nicoletta Cellinese, e.j. Edwards, s.-t. Kim, w.m.m. Eddie, r.k. Jansen. 2009. Taxonomic and biogeographic implications of a phylogenetic analysis of the Campanulaceae based on three chloroplast genes. Taxon 58: 715 - 734.
- nicoletta Cellinese. 2007. Two new species in the genus Poikilogyne (Melastomataceae) from Papua New Guinea. Novon 17: 20 - 23.
- m. Laurin, k. Queiroz, p. Cantino, nicoletta Cellinese, r. Olmstead. 2005. The PhyloCode, types, ranks and monophyly: a response to Pickett. Cladistics 21: 605 - 607.
- r. Kalmbacher, nicoletta Cellinese, f. Martin. 2005. Seed obtained by vacuuming the soil surface after fire. Native Plants Journal 6: 233 - 240.
- nicoletta Cellinese. 2003. Revision of the Genus Phyllagathis (Melastomataceae: Sonerileae) II. The Species in Borneo and Natuna Island. Blumea 48 (1): 69 - 97 (29) resumen
- john e. Terrell, john p. Hart, sibel Barut, nicoletta Cellinese, Antonio Curet, tim Denham, et al.. 2003. Domesticated Landscapes: The Subsistence Ecology of Plant and Animal Domestication. J. of Archaeological Method & Theory 10: 323 - 368.
- jan Salick, nicoletta Cellinese, Sandra Knapp. 1997. Indigenous Diversity of Cassava: Generation, Maintenance, Use and Loss among the Amuesha, Peruvian Upper Amazon. Economic Botany 51 (1): 6 - 19.[12]

## Honores

### Membresías
- IAPT - International Association for Plant Taxonomy.[13]
- La abreviatura «Cellin.» se emplea para indicar a Nicoletta Cellinese como autoridad en la descripción y clasificación científica de los vegetales.[14]